# Lamprosema lunulalis
Lamprosema lunulalis is een vlinder uit de familie van de grasmotten (Crambidae), uit de onderfamilie van de Spilomelinae. De wetenschappelijke naam van deze soort is voor het eerst gepubliceerd in 1823 door Jacob Hübner.
De soort komt voor in de Verenigde Staten (Texas), Mexico, Honduras en Suriname.